# Broc (Fribourg)
Pour les articles homonymes, voir Broc.
Broc (/bro/  en patois fribourgeois) est une localité et une commune suisse du canton de Fribourg, située dans le district de la Gruyère.

## Géographie

Photo aérienne (1965)

Broc mesure 1 004 ha. 9,0 % de cette superficie correspond à des surfaces d'habitat ou d'infrastructure, 41,7 % à des surfaces agricoles, 44,1 % à des surfaces boisées et 5,1 % à des surfaces improductives.
La commune de Broc est limitrophe des communes de Botterens, Bulle, Châtel-sur-Montsalvens, Crésuz, Gruyères, Morlon et Val-de-Charmey.
Située au pied des préalpes fribourgeoises, et plus précisément au pied de la Dent de Broc, Broc bénéficie d'une proximité à la fois avec le lac de la Gruyère et l'Intyamon. 

## Toponymie
Le nom de la commune, qui se prononce /bro/, dérive probablement du nom de personne latin Brocc(h)us.
Sa première occurrence écrite date de 1115, sous la forme de broc.
Son ancien nom allemand est Bruck.

## Histoire
La présence de population à Broc remonte à l'âge du bronze. En effet, lors de la réalisation de la ligne de train devant relier Bulle et Broc en 1911, plusieurs tombes contenant du mobilier funéraire furent exhumées, mobilier que l'on estima dater du bronze moyen.
Outre ces tombes, on peut faire remonter la présence de population à Broc au XIIe siècle, période de création du Château d'en-Bas. Ce dernier fut dans un premier temps le lieu de résidence d'une famille noble "de Broc", à laquelle succéda la seigneurie de Montsalvens à partir du XIVe siècle. Dès 1555 siècle, des suites de la faillite des comtes de Gruyère, la châtellenie de Broc est intégré au canton de Fribourg et relève désormais du bailliage de Gruyère,.
Parmi les événements qui marquèrent l'histoire de la ville de Broc, le plus destructeur fut sans doute l'incendie de la ville, survenu dans la nuit du 28 au 29 juillet 1890. Deux tiers des habitations de la ville partent alors en fumée, ainsi plusieurs établissements tels que l'école, la poste, la Maison de Ville et l'Étoile d'Or.

## Population et société

### Gentilé et surnom
Les habitants de la commune se nomment les Brocois.
Ils sont surnommés les Brasse-Pacot (lè Bråtha-Paco en patois fribourgeois), soit ceux qui brassent la boue.

### Démographie

#### Évolution de la population
Broc compte 2 649 habitants au 31 décembre 2022 pour une densité de population de 264 hab/km2. Sur la période 2010-2019, sa population a augmenté de 14,4 % (canton : 15,5 % ; Suisse : 9,4 %).  

#### Pyramide des âges
En 2020, le taux de personnes de moins de 30 ans s'élève à 32,4 %, au-dessous de la valeur cantonale (35,2 %). Le taux de personnes de plus de 60 ans est quant à lui de 24,2 %, alors qu'il est de 22 % au niveau cantonal.
La même année, la commune compte 1 324 hommes pour 1 338 femmes, soit un taux de 49,7 % d'hommes, inférieur à celui du canton (50,1 %).
| Hommes | Classe d’âge | Femmes |
| ------ | ------------ | ------ |
| 0,2    | 90 ans ou +  | 1,3    |
| 5,7    | 75 à 89 ans  | 8,7    |
| 15,2   | 60 à 74 ans  | 17,3   |
| 22,6   | 45 à 59 ans  | 20,2   |
| 23,8   | 30 à 44 ans  | 20,3   |
| 17,8   | 15 à 29 ans  | 17,9   |
| 14,7   | - de 14 ans  | 14,4   |

| Hommes | Classe d’âge | Femmes |
| ------ | ------------ | ------ |
| 0,4    | 90 ans ou +  | 1,0    |
| 5,9    | 75 à 89 ans  | 7,4    |
| 14,5   | 60 à 74 ans  | 14,8   |
| 22,2   | 45 à 59 ans  | 21,9   |
| 21,0   | 30 à 44 ans  | 20,6   |
| 19,1   | 15 à 29 ans  | 18,3   |
| 17,0   | - de 14 ans  | 16,0   |

## Industrie, commerce & artisanat
La fabrique de chocolat Cailler (Nestlé). En 1819, François-Louis Cailler a fondé à Vevey une fabrique artisanale de chocolat. Son petit-fils, Alexandre Cailler (1866-1936) cherche un site nouveau pour étendre son activité. Il trouve à Broc l'eau pour énergie hydroélectrique, du bois pour la caisserie, un personnel nombreux et beaucoup de lait frais. Les premiers ateliers sortent de terre au printemps 1898. L'usine se développe rapidement. Après le terrible incendie qui a détruit la plus grande partie du village en 1890, la population passe de 450 à plus de 2000 âmes en quelques années. Mais il manque encore un chemin de fer pour transporter les milliers de tonnes de matières premières, et produits finis. Une ligne à voie étroite, jusqu'à Bulle, est inaugurée en 1912. Vers 1920, l'usine absorbe 11 millions de litres de lait par année et expédie jusqu'à 20 tonnes de chocolat par jour. On parle alors "de la première usine du monde" dans sa spécialité. En 1929, l'usine rejoint le groupe mondial Nestlé.

## Religion
- La chapelle Notre-Dame des Marches

## Héraldique
| Blason | Blasonnement : « De gueules au pont à une seule arche d'or surmonté d'une grue d'argent, accompagnée en chef à dextre d'une étoile du second. » |